# 热努伊
热努伊（法語：Genouilly，法語發音：[ʒənuji]）是法国谢尔省的一个市镇，位于该省西部，属于维耶尔宗区。

## 地理
热努伊（47°11'28"N, 1°53'8"E）面积34.66 平方千米，位于法国中央-卢瓦尔河谷大区谢尔省，该省份为法国中部省份，北起卢瓦雷省，西接卢瓦-谢尔省和安德尔省，南至克勒兹省，东南接阿列省，东临涅夫勒省。
与热努伊接壤的市镇（或旧市镇、城区）包括：当皮埃尔昂格拉赛、格拉赛、诺昂昂格拉赛、普雷河畔圣乔治、昂茹安、马赖。

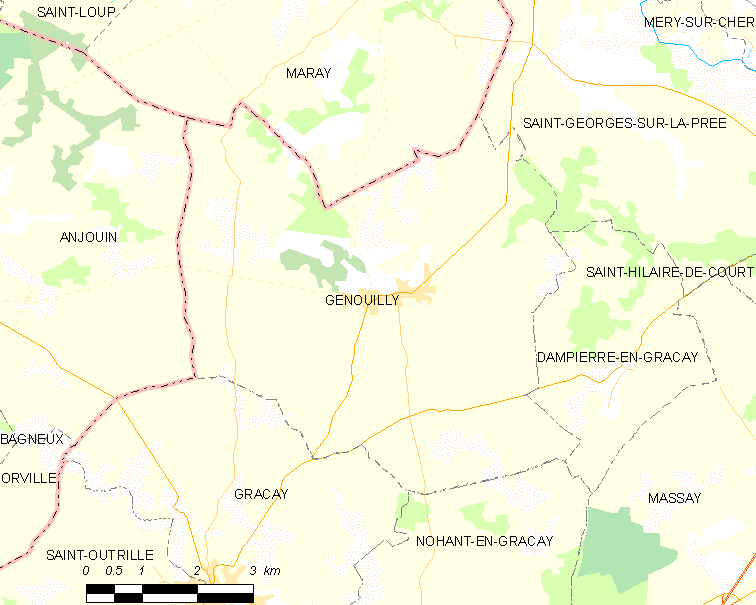
热努伊的OSM定位图

热努伊的时区为UTC+01:00、UTC+02:00（夏令时）。

## 行政
热努伊的邮政编码为18310，INSEE市镇编码为18100。

## 政治
热努伊所属的省级选区为维耶尔宗第二县。

## 人口

1962-2008年间热努伊人口变化图示

热努伊于2022年1月1日时的人口数量为666人。